# Castelo de Strečno
°

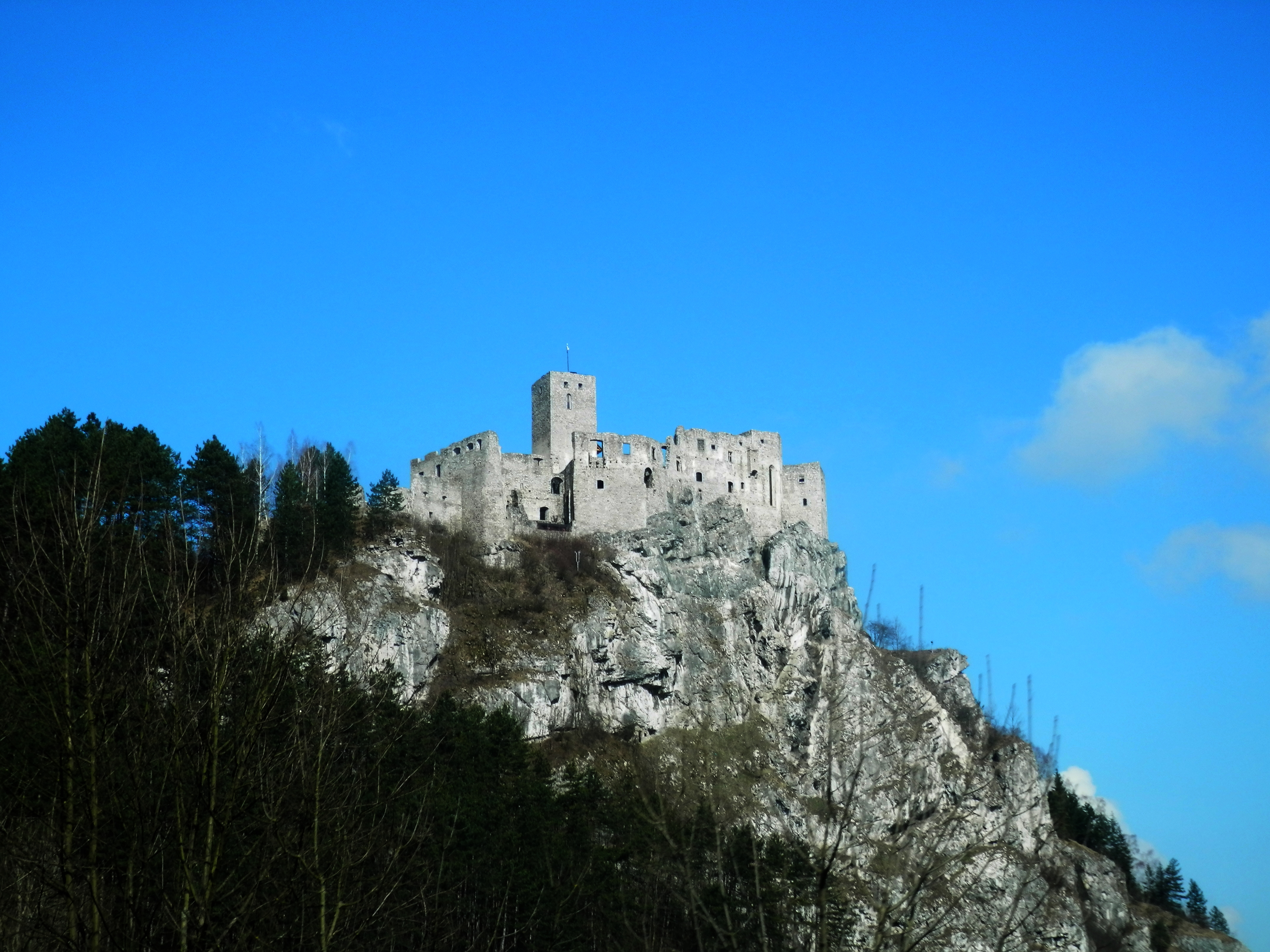
O Castelo de Strečno

O Castelo de Strečno (em eslovaco Strečniansky hrad) é um castelo gótico localizado a 7 km ao leste de Žilina, no norte da Eslováquia. Abaixo da colina em que se encontra, está o rio Váh.